# Louis II de Madaillan-Lesparre
 (janvier 2025).
 (janvier 2025).
Louis II de Madaillan de Lesparre, seigneur de Montataire (seigneurie acquise par son aïeul Arnaulton de Madaillan-Lesparre au XVe siècle, en 1460), et marquis de Lassay, militaire français.

## Biographie
Fils de Isaac de Madaillan de Lesparre, et de Jeanne de Warignies, il débuta de bonne heure et très brillamment dans la carrière des armes, sous les ordres de Louis II de Bourbon-Condé, Duc d'Enghien, depuis le Grand Condé. Il fit sa première campagne en 1646, et se trouva au Siège de Mardyck et au Siège de Dunkerque. Il assista au Siège de Lérida en 1647, et fut fait en janvier 1649, capitaine lieutenant des chevau-légers de Bourgogne, sous les ordres de Condé.
Il reçut trois blessures à la Bataille de Lens et resta estropié d'un bras. Le prince qui l'avait vu à l'œuvre déclara
qu'il avait contribué puissamment au succès de cette journée. Il servit avec distinction au Combat de Charenton et à la Bataille du faubourg Saint-Antoine et fut fait maréchal de camp à 22 ans.
Pendant la Fronde, il s'était trouvé engagé dans le parti de Condé, la compagnie des chevau-légers de Bourgogne qu'il commandait étant sous les ordres de ce prince. Mais il ne le suivit point lorsqu'il quitta la France et entreprit ses campagnes militaires sous le drapeau espagnol.
Louis de Madaillan accompagna Louis XIV dans toutes ses conquêtes jusqu'à la Paix de Nimègue. Le 6 août 1667, il se distingua dans une rencontre avec un parti de Lillois : « ...le duc de Bouillon qui est des premiers de toutes les belles parties étoit de celle-là et y signala admirablement bien sa glorieuse  bravoure, ainsi que le comte d'Armagnac, le marquis de Coaquin, les comtes de Lude et de Nogent, les marquis d'Albret, de Chamilly et de Montatère qui firent les petits lions en cette occasion. »
Pendant la Campagne de Hollande, une chanson « sur quelques gens fort ennuyeux qui suivirent le roi Louis XIV » inclut de Madaillan

## Famille
Le 10 juin 1651, il épousa Suzanne de Vipart, fille de Guillaume de Vipart-Silly, marquis de Sainte-Croix. Ce mariage donna lieu à la satire parce que Suzanne de Vipart, étant au couvent des Filles-Dieu, avait été l'objet d'une tentative d'enlèvement. Selon Tallemant des Réaux, elle était très riche et fort belle. La Variole lui ravit sa grande beauté, au mois de septembre 1652, après un an de mariage. Suzanne de Vipart mourut en 1676.
De son mariage avec Suzanne de Vipart, il eut :
- Armand de Madaillan de Lesparre

Lorsque celui-ci épousa Marthe Sibour, le 11 février 1674, son père lui donna Montataire, estimé alors 160 000 livres, et de plus le logement pour lui et sa maison dans son hôtel à Paris. Mais ayant eu à se plaindre de son fils qui s'était remarié contre son gré, il lui retira Montataire et lui abandonna le marquisat de Lassay. La situation ne fit que s'envenimer et Louis de plus en plus irrité, cédant à un mouvement de mauvaise humeur vendit Montataire en 1679. Le 27 décembre 1703, il certifiait cette vente, affirmant en mentant que son fils y avait consenti. Il était alors en procès avec son fils. Il songea à se remarier, en 1682, à 59 ans, six ans après la mort de sa femme. Il demanda et obtint facilement la main de Louise-Marie-Thérèse de Bussy Rabutin, fille de Roger de Bussy-Rabutin, nièce à la mode de Bretagne et filleule de Madame de Sévigné. Mme de Sévigné parle souvent des procès de sa nièce qu'elle raille agréablement. L'humeur processive de Mme de Montataire avait gagné son mari et donné lieu à la satire et aux chansons.
« C'est ici l'hôtel de misères On n'y vient gueres Que pour signer On y voit souvent Montataire Et son notaire Pour friponner Fuyons ce dangereux séjour C'est un vrai coupe gorge Et l'on y égorge. La nuit et le long du jour. Il n'y a ni lit ni cuisine Jamais on n'y dîne Jamais on n'y dort Tout le monde sans cesse y signe Son bien l'on résigne On en fait transport. Qu'on est sage De fuir ce ménage C'est un brigandage. Qui mène à la mort Il n'y a ni lit ni cuisine Jamais on n'y dîne, Jamais on n'y dort. Chansonnier. Clairambault, Fonds Français 12687, f° 193.  »
Indépendamment de l'hôtel de la Rue du Colombier qu'il avait cédé à son fils, Louis de Madaillan possédait à Paris un autre hôtel situé Rue de Vaugirard, paroisse Saint-Sulpice de Paris. C'est là qu'il habitait d'ordinaire, avec sa seconde femme, après la vente de Montataire. Il possédait aussi, sur la côte normande, la terre de Mont-Canisy. La terre de Manicamp fut donnée à la nouvelle marquise de Montataire et érigée en comté, en faveur de Louis de Madaillan, par Louis XIV, en vertu de lettres patentes datées du 3 octobre 1693. A partir de  cette époque, Louis de Madaillan ajouta à ses titres celui de comte de Manicamp.
De son second mariage Louis de Madaillan avait eu d'abord deux jumeaux. Ces jumeaux ne survécurent pas. Plus tard, il eut un autre
fils et une fille :
- Roger-Constant de Madaillan-Lespare, auquel il donna son comté de Manicamp. Maître de camp du régiment Royal-Piémont et brigadier des armées du roi, il épousa le 11 mai 1723, Anne-Gabrielle Le Veneur de Tillières, fille de Jacques Tannegui comte de Tillières et de Michelle-Gabrielle du Gué-Bagnols. Il mourut au mois de septembre 1723 sans laisser de postérité[14]. Sa veuve se remaria avec le comte de Chatillon, chevalier de l'ordre en 1724, et maître de camp général de la cavalerie[15].
- Reine de Madaillan-Lespare qui fut mariée, le 3 avril 1711, à Léon de Madaillan de Lesparre, comte de Lassay, son neveu, fils de son demi-frère Armand de Madaillan de Lesparre, marquis de Lassay.

Louis de Madaillan de Lesparre mourut à Paris le 17 mars 1708, et son corps fut apporté et inhumé à Manicamp, dans l'église de la paroisse. Sa seconde femme le suivit dans la tombe, le 23 avril 1729.